# مصطفی نظری
مصطفی نظری (زاده ۲۰ آذر ۱۳۶۱ - تهران) دروازه‌بان تیم ملی فوتسال ایران و  است. او به عنوان بهترین دروازه‌بان سال ۲۰۱۰ جهان انتخاب شد.
عملکرد فوق العاده وی در جام جهانی باعث شد که رسانه ها به وی لقب صخره را بدهند.

## افتخارات

### ملی
- ۳ بار قهرمانی در مسابقات قهرمانی فوتسال آسیا در ۲۰۰۷، ۲۰۰۸ و ۲۰۱۰
- ۳ بار قهرمانی در بازی‌های آسیایی داخل سالن در سال‌های ۲۰۰۵ و ۲۰۰۷
- یک قهرمانی در مسابقات فوتسال جام کنفدراسیون‌ها در سال ۲۰۰۹
- یک قهرمانی در مسابقات قهرمانی فوتسال غرب آسیا: ۲۰۱۲
- مربی تیم ملی فوتسال جمهوری اسلامی ایران 2022-2023
- سرمربی تیم ملی فوتسال دانشجویان جمهوری اسلامی ایران

### باشگاهی
- ۳ قهرمانی در لیگ قهرمانان فوتسال آسیا
  - ۲۰۰۶ (شن‌سا ساوه) - ۲۰۱۰ (فولاد ماهان) - ۲۰۱۵ (تأسیسات دریایی)
- ۴ قهرمانی در لیگ برتر فوتسال ایران
  - ۲۰۰۵[۲] (شن‌سا ساوه) - ۲۰۰۹ (فولاد ماهان) - ۲۰۱۴ (تأسیسات دریایی) - ۲۰۱۵ (تأسیسات دریایی)
- ۴ نایب قهرمانی در لیگ برتر فوتسال ایران
  - ۲۰۰۸ (ارم کیش قم)
  - ۲۰۱۰ (گیتی‌پسند اصفهان)
  - ۲۰۱۱ (گیتی‌پسند اصفهان)
  - ۲۰۱۷ (تأسیسات دریایی)

### افتخارات فردی
- بهترین دروازه‌بان فوتسال ایران در فصل ۲۰۰۷–۲۰۰۸[۳]
- بهترین دروازه‌بان فوتسال دنیا در سال ۲۰۱۰[۴]
- بهترین دروازه‌بان در مسابقات قهرمانی فوتسال غرب آسیا ۲۰۱۲
- بهترین دروازه‌بان لیگ برتر فوتسال ایران ۱۳۹۳[۵]